# Ølensjøen
Ølen este o localitate din comuna Vindafjord, provincia Rogaland, Norvegia, cu o suprafață de 0,99 km² și o populație de 1.055 locuitori (2013).